# معركة البوكمال
معركة البوكمال هي معركة وقعت في يومي 10و11 أبريل (نيسان) 2014 في سوريا خلال الحرب الأهلية السورية عندما هاجمت الميليشيات التابعة لتنظيم الدولة الإسلامية في العراق والشام (داعش) بلدة البوكمال التابعة لمحافظة دير الزور، والواقعة على الحدود السورية مع العراق.

## التسلسل الزمني للأحداث
في 10 أبريل (نيسان) 2014، هاجم جهاديون ينتمون لتنظيم الدولة الإسلامية في العراق والشام (داعش) بلدة البوكمال السورية، وهي بلدة تقع في شرق سوريا بالقرب من الحدود السورية العراقية، وكان يسكنها قرابة 70 ألف نسمة وفقًا لإحصائيات عام 2011. كانت البلدة خاضعة لسيطرة الميليشات المُناهضة للنظام السوري وعلى رأسها ميليشيات جبهة النصرة في المقام الأول، ثُمّ قوات الجيش السوري الحر، بالإضافة إلى ميليشيات إسلامية أخرى. وكان هدف تنظيم داعش من هذا الهجوم هو إعادة تكوين حلقات الاتصال مع بقية قواته المتبقية في العراق بعدما خسر سيطرته على محافظة دير الزور. وعلى مسافة قريبة من البلدة، قام الجيش العراقي بتعزيز موقعه الحدودي من خلال تركيب حواجز حماية خرسانية بارتفاع ثلاثة أمتار على طول عدة مئات من الأمتار.
بدأ تنظيم داعش الهجوم عند فجر يوم العاشر من أبريل (نيسان) 2014، ونجح في السيطرة على عدة أحياء بالبلدة، تركّزت المعارك في ثلاثة قطاعات على بعد 15 كم من وسط المدينة. وقد حُسمت المعركة في نهاية المطاف بعدما تلقّت الميليشيات التابعة للمعارضة السورية تعزيزات مكّنتها من طرد المهاجمين الجهاديين من المدينة في 11 أبريل (نيسان) 2014. انسحب جهاديو تنظيم الدولة الإسلامية في النهاية إلى الجنوب الغربي باتجاه موقع نفطي يسمى تي-2، ويقع على بعد حوالي ستين كيلومتراً من بلدة البوكمال. وقد أعدم رجال داعش أثناء انسحابهم سبعة أسرى من لواء تابع للميليشيات الإسلامية.

## الخسائر البشرية
في 11 أبريل (نيسان) 2014 وبحسب تصريحات رامي عبد الرحمن مدير المرصد السوري لحقوق الإنسان، فقد أدت الهجمات التي وقعت في بلدة البوكمال إلى مقتل ما لا يقل عن 68 شخصًا بينهم 53 مقاتلًا من جبهة النصرة والكتائب الإسلامية أُعدم بعضهم على أيدي قوات النظام السوري، أو على أيدي مقاتلي داعش. ازدادت حصيلة القتلى، وأعلن رامي عبد الرحمن في وقت لاحق أن الاشتباكات خلفت 86 قتيلاً، بينهم 60 مقاتلًا من جبهة النصرة والكتائب الإسلامية.

## النتائج
سقطت بلدة البوكمال بعد انتهاء المعركة أخيرًا في أيدي مقاتلي تنظيم الدولة الإسلامية في العراق والشام في 25 يونيو (حزيران) 2014، عندما انشق أبو يوسف المصري، قائد جبهة النصرة في هذه المدينة، وانضم إلى داعش مع رجاله. ورداً على ذلك، شنت جبهة النصرة هجومًا مضادًا لاستعادة المدينة في 28 يونيو (حزيران) 2014، غير أن الهجوم لم يكن ناجحًا.